# Nyklassisk økonomi
Nyklassisk økonomi er en retning inden for makroøkonomi, som er karakteriseret ved at lægge vægt på vigtigheden af at have et udtrykkeligt mikroøkonomisk fundament for de makroøkonomiske modeller og på rationelle forventninger hos de økonomiske aktører. Begge dele adskiller nyklassikerne fra ældre keynesianske tankegange, men er til gengæld noget, som nyklassikerne deler med den anden hovedstrømning inden for moderne makroøkonomi, nykeynesianerne. Mens nykeynesianske modeller arbejder med pristræghed og forskellige markedsfejl, går nyklassisk makroteori imidlertid som hovedregel ud fra, at markederne er præget af fuldkommen konkurrence; der er derfor heller ikke trægheder i pristilpasningen, og der vil generelt være markedsclearing, dvs. udbud vil være lig med efterspørgsel. 

## Nyklassikere og neoklassikere
Den nyklassiske skole bør ikke forveksles med neoklassisk økonomi, som er betegnelsen for en langt ældre teorihistorisk udvikling inden for den økonomiske videnskab i anden halvdel af 1800-tallet, og som i dag er fundamentet for al mainstream-makroøkonomi. Både nyklassikere og nykeynesianere bygger således på mange neoklassiske forudsætninger. 

## Nyklassikernes historie
Den nyklassiske skole voksede frem i 1970'erne, ikke mindst som reaktion på keynesianske økonomers manglende evne til at forklare stagflation. En af de ledende nyklassiske økonomer var Robert Lucas, som formulerede Lucas-kritikken, der betvivlede de keynesianske modellers evne til at beskrive virkningerne af økonomisk politik korrekt. 
Efter 1970'erne blev den nyklassiske skole en stund den dominerende retning inden for makroøkonomien. Et vidnesbyrd om dette er, at en række ideer fra den nyklassiske tankegang som vigtigheden af et mikrofundament for makroøkonomien samt antagelsen om rationelle forventninger blev overtaget af den senere oppositionelle retning nykeynesianerne, som i dag sammen med nyklassikerne udgør kernen af mainstream-makroøkonomi.

## Vigtige redskaber og antagelser
En hovedtankegang i nyklassisk økonomi er, at hele økonomien antages at have en entydig ligevægt med fuld beskæftigelse, opnået gennem løn- og pristilpasning. Der er altså markedsclearing på alle markeder.
Begrebet rationelle forventninger blev oprindelig anvendt af John Muth og senere udbredt af Lucas. 
En af de mest berømte nyklassiske modeller er real business cycle-modellen (RBC-modellen) udviklet af nobelpristagerne Edward C. Prescott and Finn E. Kydland. Real business cycle-teori og nyklassisk makroteori er derfor omtrent synonyme. I denne tankegang forklares konjunkturfluktuationer med korterevarende udsving i produktiviteten, dvs. stød til økonomiens udbudsside. Den lavere produktivitet medfører en lavere realløn, hvilket igen medfører lavere arbejdsudbud og beskæftigelse. Dermed kan udsvingene i beskæftigelsen forklares ud fra nyklassisk tankegang forklares af sådanne udbudsstød.